# Francisca Maria do Vale de Abreu e Melo

Armas da baronesa de São Mateus, que são as dos Nogueira da Gama.

Francisca Maria do Vale de Abreu e Melo, primeira e única baronesa de São Mateus (Matias Barbosa, 14 de maio de 1786 — Matias Barbosa, 16 de junho de 1881) foi uma nobre brasileira.
Era filha do coronel Manuel do Vale Amado e de Maria Cordélia de Abreu Melo. Casou-se com o coronel de milícias e fidalgo cavaleiro José Inácio Nogueira da Gama, irmão de Manuel Jacinto Nogueira da Gama, marquês de Baependi.
Tempos depois do falecimento do marido, Maria Francisca, sua viúva e administradora da fazenda, foi agraciada, em 17 de julho de 1872, com o título de baronesa de São Mateus. Utilizou grande parte de sua fortuna em obras de caridade.

## Descendentes[3]
Tiveram três filhos: 
- Nicolau Antônio Nogueira Vale da Gama, barão e visconde de Nogueira da Gama, fidalgo cavaleiro da casa imperial, gentil homem da imperial Câmara, autor de Genealogia de Famílias Mineiras e Minhas Memórias.
- Rosa Mônica Nogueira Vale da Gama, que se casou com seu primo Brás Carneiro Nogueira da Costa e Gama, conde de Baependi.
- Guilhermina Rosa Nogueira Vale da Gama Beléns, casada com seu primo Brás Carneiro Beléns, veador da casa imperial.